# Wiederitzsch

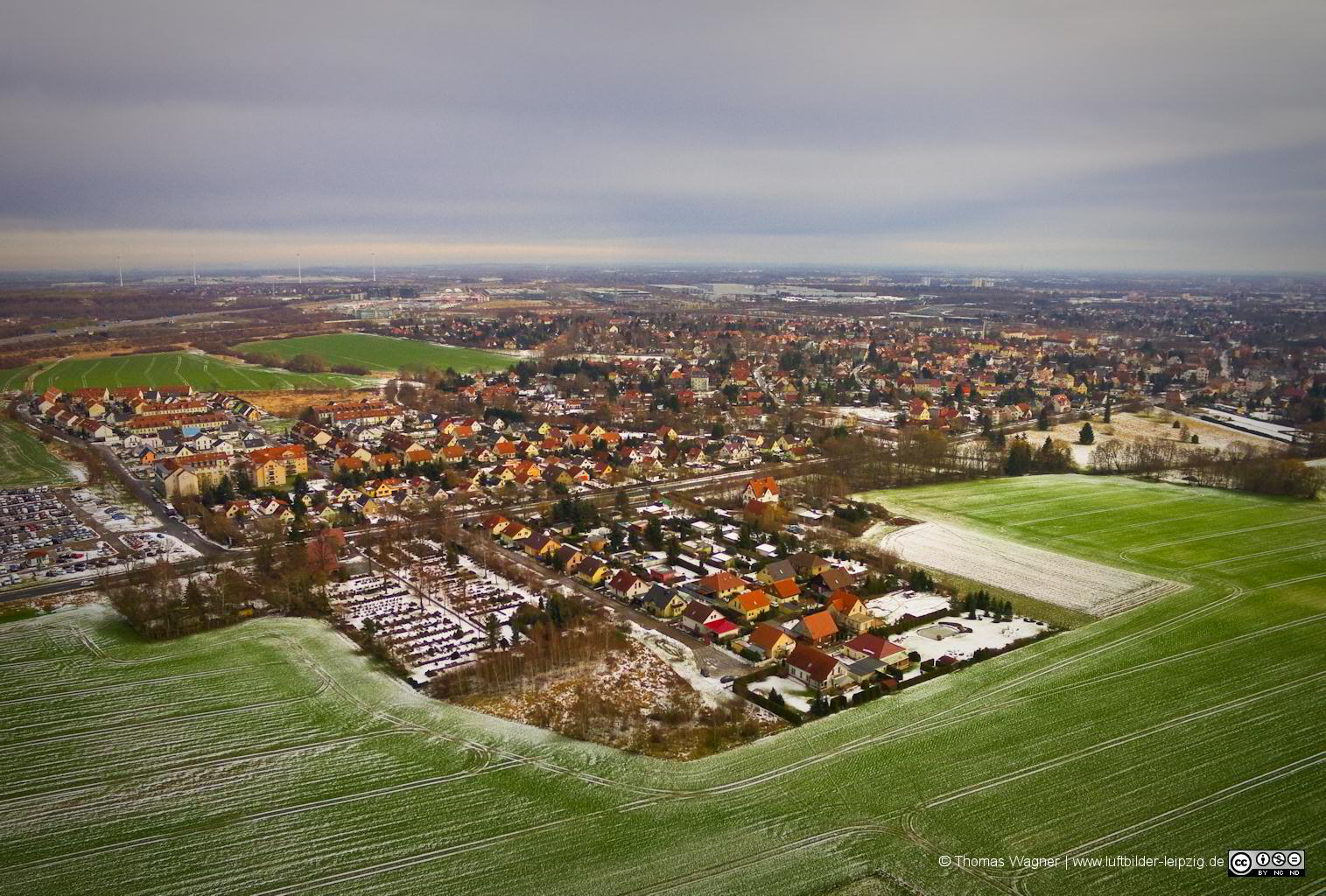
Luftbild von Wiederitzsch

Wiederitzsch ist ein Ortsteil im Stadtbezirk Nord von Leipzig. Er besteht aus den Stadtteilen Großwiederitzsch und Kleinwiederitzsch.

## Geschichte
Der Name Wiederitzsch geht auf den slawischen Personennamen Vidoraź zurück, versehen mit einem besitzanzeigenden Suffix. Das deutet auf eine altsorbische Besiedlung hin.
Die ersten Hinweise auf Klein-Wiederitzsch stammen aus der Zeit des Dreißigjährigen Krieges. Eine Nachricht von 1691 spricht von einem Feuer, das das ganze Dorf ruinierte. Ab 1736 gab es wiederholt Brände, die das Dorf gänzlich oder weitgehend ruinierten oder einige Güter vernichteten, zuletzt 1813.
Groß- und Kleinwiederitzsch gehörten zum Rittergut Breitenfeld und lagen bis 1815 im hochstift-merseburgischen Amt Schkeuditz, das seit 1561 unter kursächsischer Hoheit stand und zwischen 1656/57 und 1738 zum Sekundogenitur-Fürstentum Sachsen-Merseburg gehörte. Durch die Beschlüsse des Wiener Kongresses wurde der Westteil des Amts Schkeuditz im Jahr 1815 an Preußen abgetreten. Groß- und Kleinwiederitzsch verblieben mit dem Ostteil beim Königreich Sachsen und wurden dem Kreisamt Leipzig angegliedert. Ab 1856 gehörten die Orte zum Gerichtsamt Leipzig II und ab 1875 zur Amtshauptmannschaft Leipzig.
Die Gemeinde Wiederitzsch entstand am 1. Januar 1904 durch Zusammenschluss der beiden bisher selbstständigen Landgemeinden Großwiederitzsch und Kleinwiederitzsch. Bei der Kreisreform in der DDR wurde Wiederitzsch im Jahr 1952 dem Kreis Leipzig-Land im Bezirk Leipzig zugeteilt, der 1994 zum Landkreis Leipziger Land kam. Am 1. Januar 1999 wurde Wiederitzsch in die Stadt Leipzig eingemeindet. Großwiederitzsch und Kleinwiederitzsch wurden Stadtteile von Leipzig.

## Bevölkerung
| Jahr | Einwohner |
| ---- | --------- |
| 2000 | 7.061     |
| 2005 | 7.999     |
| 2010 | 8.207     |
| 2015 | 8.490     |
| 2020 | 8.724     |
| 2024 | 9.230     |

Stand: 31.12. des jeweiligen Jahres

## Politik

### Wahlen
Zusammen mit der Wahl des Leipziger Stadtrates werden in den Ortschaften die Mitglieder des Ortschaftsrates gewählt. Der Vorsitzende wird als Ortsvorsteher alle fünf Jahre von den Mitgliedern des Ortschaftsrates bestimmt. Ortsvorsteher ist seit der letzten Wahl am 26. Mai 2019 Andreas Diestel (CDU).
Bei den Wahlen zum Sächsischen Landtag gehört Wiederitzsch zum neuen Wahlkreis Leipzig 8, bei Bundestagswahlen zum Bundestagswahlkreis Leipzig I (Wahlkreis 152).
Die Bundestagswahl 2021 führte bei einer Wahlbeteiligung von 81,1 % zu folgendem Zweitstimmenergebnis:
| Partei                | Wiederitzsch | Stadt Leipzig |
| --------------------- | ------------ | ------------- |
| SPD                   | 22,3 %       | 20,9 %        |
| CDU                   | 20,9 %       | 14,0 %        |
| AfD                   | 18,7 %       | 13,3 %        |
| FDP                   | 14,1 %       | 10,1 %        |
| Bündnis 90/Die Grünen | 08,7 %       | 15,0 %        |
| Die Linke             | 07,3 %       | 13,7 %        |
| Sonstige              | 08,1 %       | 09,5 %        |

### Städtepartnerschaft
- Třebívlice (Tschechien)

## Sehenswürdigkeiten

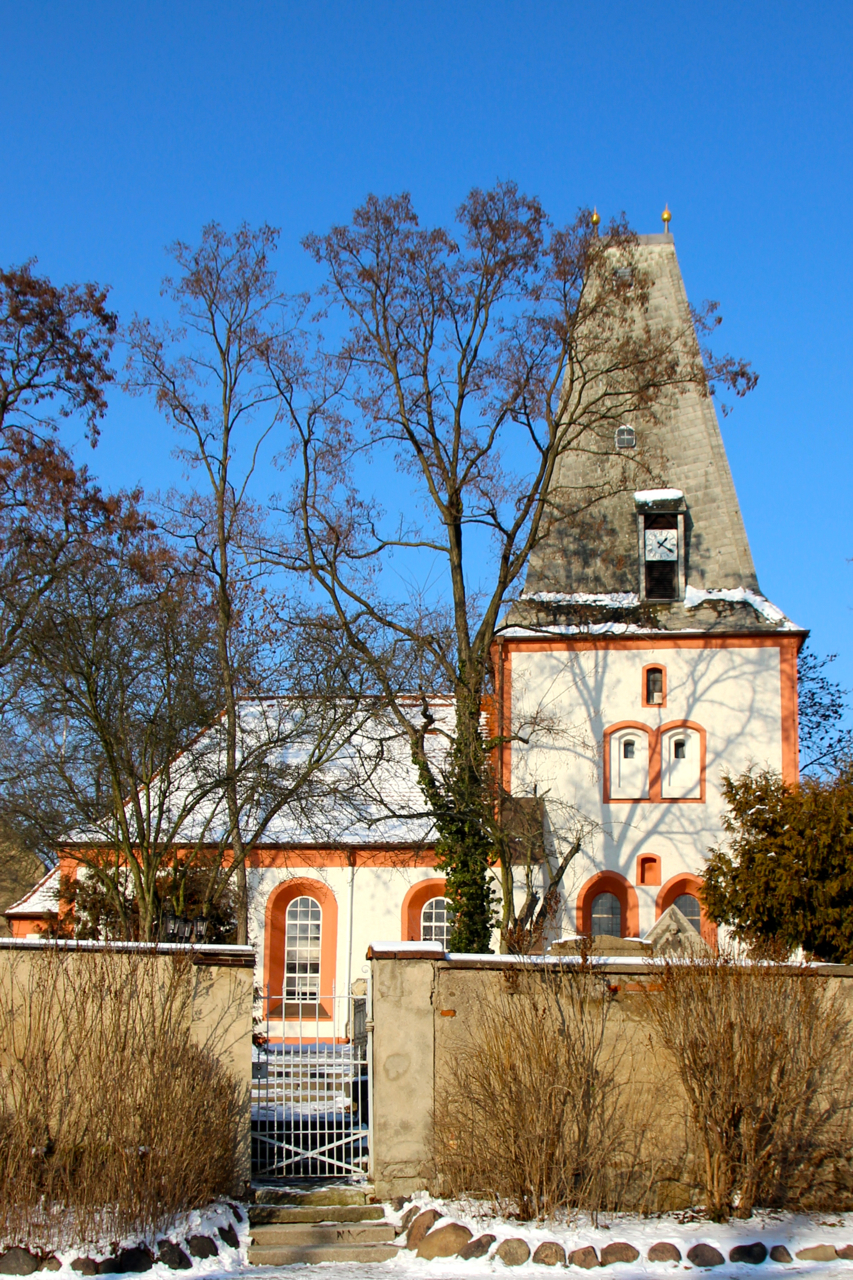
Evangelische Kirche

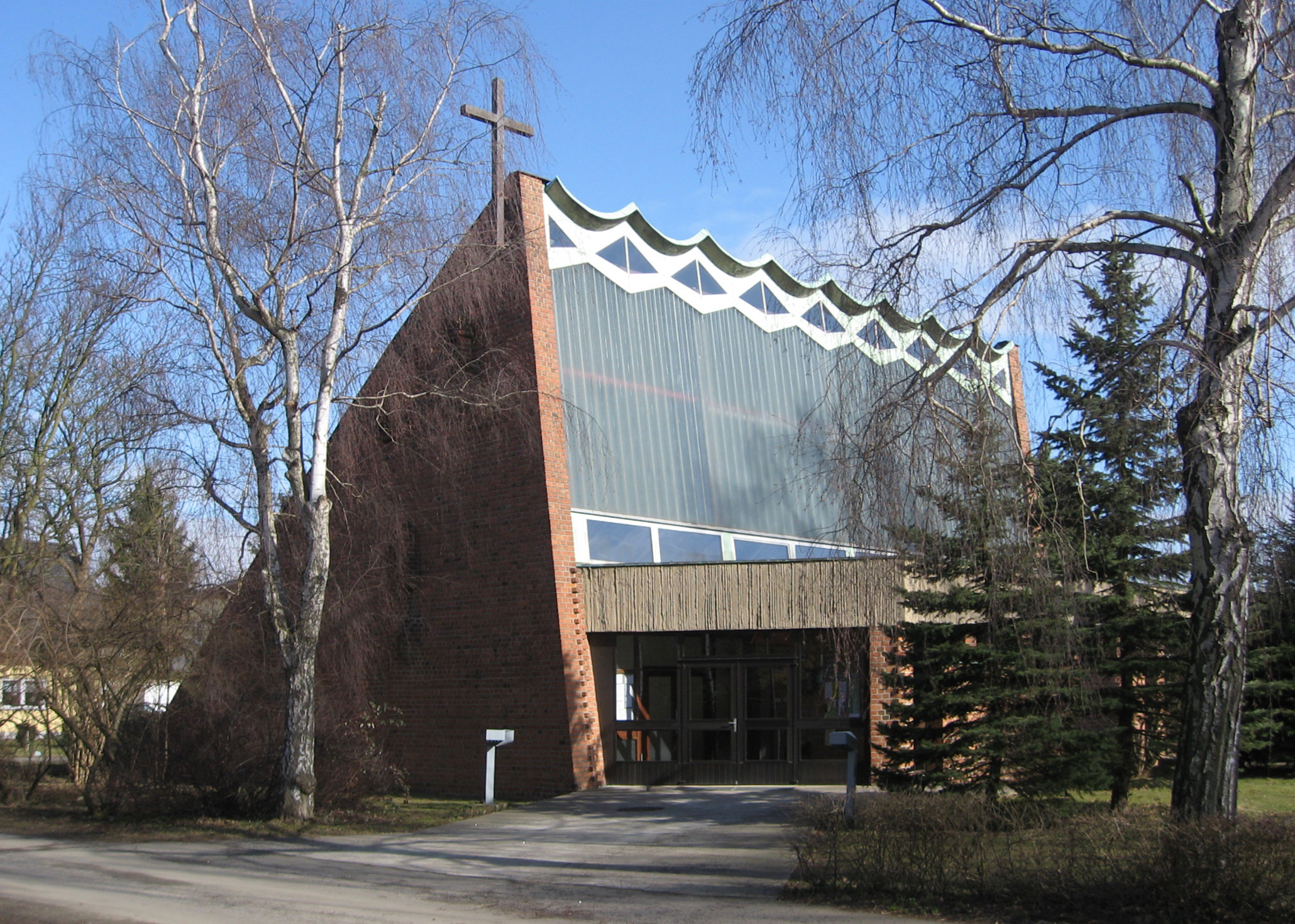
Katholische Kirche

- Evangelische Kirche: Die romanische Chorturmkirche wurde in spätgotischer Zeit erneuert. Im Innern befinden sich drei spätmittelalterliche Terrakotta-Reliefs, die um 1300 gegossene Heinrichsglocke und eine Ladegast-Orgel.
- Katholische Kirche St. Gabriel: Die vom Architekten Peter Weeck entworfene und 1970 geweihte Kirche besitzt ein Spannbetonschalen-Dach und gilt als Beispiel moderner Kirchenarchitektur.[8]

Gedenkstätten
Ein Gemeinschaftsgrab mit Gedenkstein, gewidmet von der Volkssolidarität, auf dem Friedhof an der Delitzscher Straße erinnert an sieben unbekannte sowjetische Zwangsarbeiter, die im Zweiten Weltkrieg nach Deutschland verschleppt und Opfer von Zwangsarbeit wurden.
Der Bildhauer Reinhold Carl schuf das Kriegerdenkmal für die Gefallenen des Ersten Weltkrieges.

## Infrastruktur

### Verkehr
Eisenbahn
Wiederitzsch liegt an den Bahnstrecken Leipzig–Gröbers–Halle/Erfurt, Magdeburg–Trebnitz–Dessau–Leipzig und Magdeburg–Köthen–Halle (Saale)–Leipzig. 2005 wurde der Personennahverkehr auf der am 1. Mai 1906 eröffneten Strecke Leipzig–Wiederitzsch–Halle (Saale) (Teil des Leipziger Güterrings) eingestellt. Seitdem verkehrt eine S-Bahn-Linie zwischen Halle und Leipzig über die Bahnstrecke Leipzig-Wahren–Leipzig Hbf. Die Strecke über Wiederitzsch wird nur noch durch Güterzüge und Umleiterfernzüge sowie bei Bauarbeiten benutzt. Das Bahnhofsgebäude des an dieser Strecke gelegenen Bahnhofs Wiederitzsch dient nur noch betrieblichen Zwecken. Der am 1. Januar 1908 eröffnete Bahnhof Neuwiederitzsch wurde nach Totalerneuerung und Verschiebung der Bahnsteige um 500 Meter, zwecks besserer Straßenbahnanbindung, in Bahnhof Leipzig Messe umbenannt.
Am Bahnhof Messe halten die Linien S2 (Dessau–Leipzig-Stötteritz), S5 (Halle–Zwickau), S5X (Halle–Zwickau) und S6 (Leipzig Messe–Geithain) der S-Bahn Mitteldeutschland jeweils im 30-Minuten-Takt sowie stündlich der RE Leipzig–Magdeburg. Zu großen Publikumsmessen halten am Messebahnhof auch die ICE und IC Hamburg–Berlin–München.
Örtlicher Nahverkehr
Der Neubauabschnitt (Messegelände – Wiederitzsch) der Straßenbahnlinie 16 verbindet den Norden und die Messe mit der Leipziger Innenstadt und Lößnig. Die Fahrzeit zum Hauptbahnhof beträgt etwa 20 Minuten. Zu Messezeiten wird der 10-Minuten-Takt durch die Ergänzungslinie 16E auf einen 5-Minuten-Takt verdichtet. Bis zum Dezember 2011 verkehrte auch noch die Straßenbahnlinie 14 (Plagwitz – Eutritzsch Krankenhaus) zu wichtigen Anlässen bis zum Messegelände. Die Buslinien 87 und 88 verbinden Wiederitzsch mit Breitenfeld, Lindenthal und Wahren. Diese Buslinien verkehren im 60-Minuten-Takt je Richtung. Diese drei Linien werden von den Leipziger Verkehrsbetrieben betrieben.
Im Zug des Neubaus der Linie 16 wurde die Strecke behindertengerecht ausgebaut, sodass an allen vier Stationen (S-Bf. Messe, Georg-Herwegh-Str., Wiederitzsch Mitte und Dachauer Straße) problemlos zugestiegen werden kann.
Seit 2019 ist Wiederitzsch Bestandteil des Pilotprojektes FLEXA der Leipziger Verkehrsbetriebe. Es verbindet den Stadtteil durch 108 virtuelle Haltepunkte. Mehrere Kleinbusse können über eine App an diese Haltepunkte bestellt werden und fahren den Gast dann zu einem Wunschhaltepunkt.
Straße
Die Anschlussstelle Leipzig-Mitte der A 14 liegt in unmittelbarer Nähe des Stadtteils. Der Flughafen Leipzig-Halle und der Bahnhof Flughafen Leipzig/Halle sind nur wenige Kilometer entfernt.

### Bildung

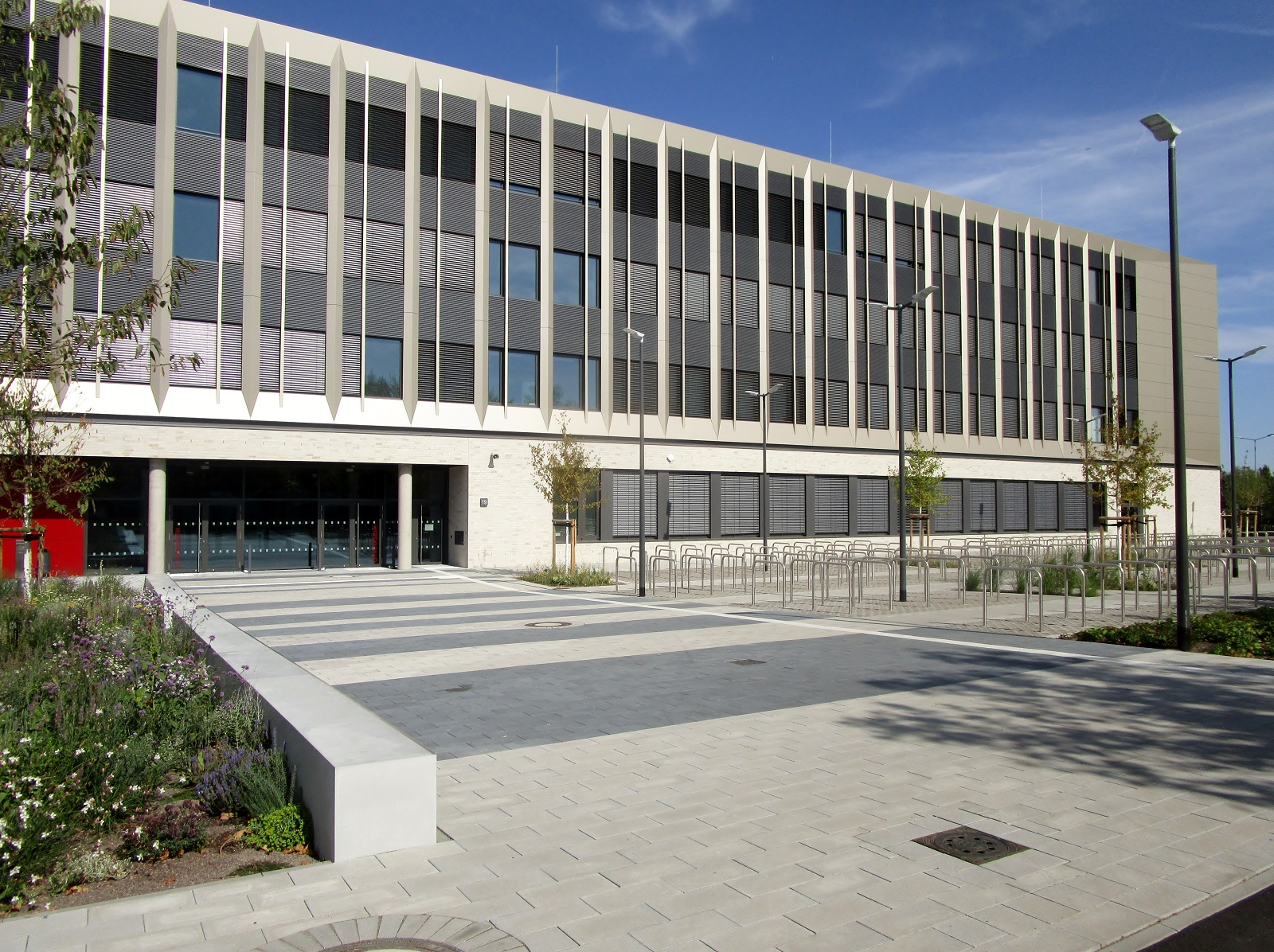
Neubau des Gymnasiums Wiederitzsch (2024)

In Wiederitzsch gibt es eine Grundschule sowie eine Oberschule. Aufgrund der zahlenmäßigen Stärke der schulpflichtigen Jahrgänge im Norden der Stadt Leipzig wurde beschlossen, in Wiederitzsch auch ein Gymnasium einzurichten und einen Neubau für die Oberschule zu schaffen. Die Oberschule wurde 2021 fertig gestellt, das Gymnasium 2024, beide liegen an der Messe-Allee.

### Gesundheitswesen
In Wiederitzsch befand sich bis März 2007 eines von acht Bundeswehrkrankenhäusern. Es war für den Wehrbezirk Ost zuständig und wurde geschlossen. An seine Stelle trat das Fachsanitätszentrum Leipzig mit Sitz in der General-Olbricht-Kaserne und zu Teilen im ehemaligen Bundeswehrkrankenhaus. Nach dem Verkauf wollte der Erwerber das ehemalige Bundeswehrkrankenhaus zusammen mit dem ehemaligen Amberger Bundeswehrkrankenhaus zu einer Fachklinik entwickeln. Diese Pläne scheiterten. Erst 2017, mit Verkauf des Objektes aus der Insolvenz, kommt wieder Leben in das Objekt. Seit 2018 ist einer der neuen Mieter der ZOLL mit seinem Bildungszentrum in Leipzig (Bildungs- und Wissenschaftszentrum der Bundesfinanzverwaltung).

### Sonstiges
In Wiederitzsch befindet sich eine Außenstelle der Landesuntersuchungsanstalt für das Gesundheits- und Veterinärwesen Sachsen.
Kommunalblatt ist mit Beteiligung von Seehausen und Lindenthal der „Gemeindebote“. Er kommt einmal im Monat in alle Haushalte des Ortes, ist kostenlos und informiert über das aktuelle Ortsgeschehen.

## Söhne und Töchter des Ortes
- Emil Nacke (1843–1933), Unternehmer, erster Automobilhersteller Sachsens
- Walter Steinbach (1902–1947), Schriftsteller und Herausgeber
- Martin Schönbrodt-Rühl (1904–1965), Verleger
- Rudolf von der Aa (1913–1991), Tierarzt
- Annerose Kemp (1936–2013), Pädagogin, Forscherin zu Leben und Werk von Henriette Goldschmidt